# Thanatophilus lapponicus
Thanatophilus lapponicus är en skalbaggsart som först beskrevs av Herbst 1793.  Thanatophilus lapponicus ingår i släktet Thanatophilus, och familjen asbaggar. Arten är reproducerande i Sverige.